# Max Clark
Max Oliver Clark, né le 19 janvier 1996 à Kingston upon Hull, est un footballeur anglais qui évolue au poste de défenseur au Gillingham FC.

## Biographie

### En club
Avec l'équipe d'Hull City, il dispute 27 matchs en deuxième division anglaise lors de la saison 2017-2018.
Le 22 juin 2018, il rejoint le club néerlandais du Vitesse Arnhem. Il participe avec cette équipe aux tours préliminaires de la Ligue Europa.
L'1er février 2021, il rejoint Hull City.
Le 17 juin 2021, il rejoint Fleetwood Town.
Le 21 janvier 2022, il rejoint Rochdale.
Le 17 juin 2023, il rejoint Gillingham.

### En équipe nationale
Il joue avec l'équipe d'Angleterre des moins de 16 ans puis avec les moins de 17 ans.